# Paronychia hieronymi
Paronychia hieronymi är en nejlikväxtart som beskrevs av Ferdinand Albin Pax. Paronychia hieronymi ingår i släktet prasselörter, och familjen nejlikväxter. Utöver nominatformen finns också underarten P. h. jujuyensis.